# Provincia Edirne
Provincia Edirne este o provincie a Turciei cu o suprafață de 6,279 km², localizată în partea de vest a țării.

## Districte
Edirne este divizată în 9 districte (capitala districtului este subliniată): 
- Edirne
- Enez
- Havsa
- İpsala
- Keșan
- Lalapașa
- Meriç
- Süloğlu
- Uzunköprü